# S級驅逐艦 (1917年)
S級驅逐艦（英語：S class destroyer）是英國在第一次世界大戰晚期建造的一批驅逐艦。這批驅逐艦分成三種設計，包括海軍部S級（Admiralty S-class，55艘）、桑尼克羅夫特S級（Thornycroft S-class，5艘）及亞羅S級（Yarrow S-class，7艘）。首批S級驅逐艦在英國皇家海軍時，第一次世界大戰已經結束。
大部分的S級驅逐艦在戰間期退役拆解，少部分則調到遠東駐守，並參與了第二次世界大戰，如圖中的色雷斯人號驅逐艦。此外，澳洲皇家海軍在1919年接收了5艘海軍部S級驅逐艦，而皇家加拿大海軍則在1928年接收了2艘桑尼克羅夫特S級。這7艘軍艦都在二戰爆發前拆解。